# Пирбудаг
Пирбудаг (1403/1404 — октябрь 1418) — номинальный султан государства Кара-Коюнлу (1411—1418), старший сын Кара Юсуфа.

## Биография
Пирбудаг был старшим сыном Кара Юсуфа (1356—1420), второго султана государства Кара-Коюнлу. Родился около 1403 года во время пленения его отца Кара Юсуфа вместе с Ахмедом Джалаиром в Дамаске. В тюрьме оба лидера возобновили свою дружбу, заключив соглашение о том, что Ахмед Джалаир должен править в Багдаде, а Кара Юсуф получит Азербайджан.
После смерти Ахмеда Джалаира Пирбудаг в Тебризе был коронован своим отцом Кара Юсуфом в 1411 году в возрасте 8-9 лет. Он правил номинально, а фактическим правителем государства Кара-Коюнлу был его отец Кара Юсуф. Как сообщается, Пирбудаг был командиром рейдового отряда в Айнтабе, преследующего Кара Османа из Ак-Коюнлу.
В октябре 1418 года Пирбудаг неожиданно скончался.